# Italian Series of Poker 2020
Le Italian Series of Poker 2020 avrebbero dovuto svolgersi nel mese di maggio 2020 a Nova Gorica, in Slovenia, presso il casinò Perla. 
Il programma della manifestazione è stato pubblicato sul sito ufficiale delle ISOP  nel mese di marzo, ma
a seguito della pandemia di COVID-19 del 2019-2021 i Campionati Italiani di poker sportivo del 2020 non sono stati disputati.